# 柴松林
柴松林（1934年12月12日—），生於遼北，祖籍遼寧，臺灣統計學學者，專長為人口統計學與經濟統計，曾任國立政治大學教授。台灣社會運動先驅，致力於台灣人權與消費者保護，為消費者文教基金會創辦人之一，現任第一社會福利基金會董事、環境與發展基金會董事長。

## 生平
畢業於台中二中、台東師範專科學校和國立政治大學。早年留學法國，獲得高等研究院統計學博士；回國後，在國立政治大學任教。
早年留學法國，是因為決定成為統計學家。留學法國期間，在大英博物館閱覽室找資料時巧遇前《中央日報》社長姚朋，被姚朋力邀在報紙發表「歐洲通訊」之類的文章，就此一頭栽入大眾傳播界。
1980年，參與中華民國消費者文教基金會的創辦。1990年，獲中國民主教育基金會頒發第五屆傑出民主人士獎。曾任中華民國消費者文教基金會董事長、新環境基金會董事長、中國人權協會第十至十一屆理事長、《新環境月刊》社長、敦理出版社《當代批判文存》總編輯、《人間福報》總主筆、《人間福報》社長、真相新聞網董事長、中華民國乾淨選舉促進會理事長、中華民國少數族群權益促進會理事長、台灣新移民研究學會理事長、淨化社會文教基金會副董事長、紀欣創辦《觀察雜誌》主筆群成員、中央選舉委員會委員、行政院消費者保護委員會第1屆至第6屆委員、行政院消費者保護會第1屆至第2屆委員。2000年，被中華民國總統陳水扁聘為總統府國策顧問。
2000年7月20日，與許文彬、施振榮、郭衣洞（柏楊）等十四位總統府國策顧問聯名向陳水扁提出「國是建言書」，表示：台灣海峽兩岸關係僵局的關鍵在於兩岸政府對於「一個中國」認知的歧見，建請陳水扁宣示認同「《中華民國憲法》架構下的一個中國」原則，以開啟兩岸接觸對話、平等協商的契機。之後陳水扁宣示認同以「《中華民國憲法》架構下的一個中國」原則開啟兩岸接觸對話、平等協商的契機，但沒有得到中華人民共和國政府的回應，當時在野黨領導者如臺北市市長馬英九等人也表示反對。
2007年，獲台美文教基金會頒發第十五屆人才成就獎「社會服務及社會科學成就獎」。2010年12月，擔任總統府人權諮詢委員會第一屆副召集人。2012年12月，擔任總統府人權諮詢委員會第二屆副召集人。2014年9月24日，獲行政院頒發「消費者保護終身貢獻獎」。2014年12月，獲公益信託星雲大師教育基金頒發第六屆星雲真善美新聞傳播獎傳播貢獻獎，擔任總統府人權諮詢委員會第三屆副召集人。

## 家庭
其妻薄慶容。

## 腳注
1. ↑  本報訊. . 中國時報. 2014-12-08  [2021-12-11]. （原始内容存档于2021-12-11）.
2. ↑  舉辦消費者保護終身貢獻獎與徵文比賽頒獎典禮 （页面存档备份，存于），行政院消費者保護會
3. ↑  柴松林 - 永遠的大俠 （页面存档备份，存于），臺灣觀光學院